# Дель Оро, Эрминия
Эрминия дель Оро (итал. Erminia Dell'Oro, 4 апреля 1938, Асмэра, Итальянская Эритрея) — эритрейская и итальянская писательница.

## Биография
Эрминия дель Оро родилась 4 апреля 1938 года в эритрейском городе Асмэра. Её дед по линии отца переехал в Эритрею из Ломбардии в 1896 году на фоне итальянской колониальной пропаганды.
Дель Оро провела в Эритрее первые 20 лет жизни. Она имела итальянское гражданство и изучала итальянский язык, но росла в космополитичной среде: её мать имела еврейское происхождение, а в доме её семьи бывали греки, арабы, индусы.
В 20 лет переехала в Милан, намереваясь стать журналисткой. В 1975—1990 годах работала в миланском книжном магазине.
Преподаёт латынь и латинскую литературу на факультете литературы и философии университета Сапиенца в Риме. С 1984 года специализируется на исследовании латинской литературы Средневековья и эпохи Возрождения. Поддерживает связи с Эритреей, посещая здесь друзей и родственников.
Начала литературную деятельность в 1988 году, опубликовав автобиографический роман «Асмэра, прощай» (Asmara addio). В этом произведении, а также в романах «Покидание: одна эритрейская история» (L’abbandono: una storia eritrea) и «Цветок Мерары» (Il fiore di Merara) затрагивает тему итальянского фашистского колониализма в Африке, эмигрантов и иммигрантов, описывает быт того периода, сосуществование разных рас, культур и религий.
Кроме того, дель Оро — автор многочисленных детских и подростковых произведений.
В Италии много лет входит в жюри конкурса Eks & tra, который награждает рассказы, написанные иммигрантами или их детьми.